# Ареал мінімальний
Ареал мінімальний (англ. minimal area) — розмір пробної площадки, на якій зустрічаються практично всі види фітоценозу. Поняття поширене серед прихильників класифікації фітоценозів флористичної. Мінімальний ареал визначають за кривою «число видів — площа», на якій після різкого підйому вгору зазвичай відзначається точка перегину.
Подібного роду закономірності встановлюються емпірично і використовуються для виявлення площі опису спільноти, здатної репрезентативно представити його флористичну композицію в різних типах рослинності. Поняття «Ареал мінімальний» та його правомірність дискутується в літературі, і існує думка В. І. Василевича, що точка перелому на кривій взагалі відсутня і мінімальний ареал може бути встановлений тільки шляхом угоди.
Крім А. м. фітоценозу, званого А. м. аналітичним, існує поняття А. м. синтетичного, який дає підставу для встановлення вже не фітоценозу, а фітоценону, тобто тієї площі, на якій можуть проявитися ознаки будь-якого з синтаксонів (асоціації, спілки і т. д.). Притримок для встановлення синтетичного А. м. в літературі немає (ймовірно, навіть для нижчих синтаксономічних одиниць він вимірюється десятками і сотнями квадратних кілометрів). Аналітичний мінімальний ареал змінюється від декількох квадратних дециметрів (синузії лишайників і мохів) до сотень квадратних метрів (тропічні ліси).

## Виноски
1. ↑   Василевич В. И. Количественные методы изучения растительности // Итоги науки и техники. Ботаника. — М.: ВИНИТИ, 1972. — Т. 1. — С. 7-83.